# Боасе Сен Пријест
Боасе Сен Пријест (фр. Boisset-Saint-Priest) насеље је и општина у источној Француској у региону Рона-Алпи, у департману Лоара која припада префектури Монбризон.
По подацима из 2011. године у општини је живело 1.164 становника, а густина насељености је износила 63,68 становника/km². Општина се простире на површини од 18,28 km². Налази се на средњој надморској висини од 600 метара (максималној 645 m, а минималној 399 m).

## Демографија
| 1962. | 1968. | 1975. | 1982. | 1990. | 1999. | 2011. |
| ----- | ----- | ----- | ----- | ----- | ----- | ----- |
| 553   | 570   | 539   | 672   | 793   | 880   | 1.164 |

График промене броја становника у току последњих година